# Hunter Tapp
Hunter Tapp (11 aprile 2001) è un nuotatore statunitense, specializzato nello stile libero.

## Biografia
All'età di vent'anni ha vinto una medaglia d'oro, una d'argento e una di bronzo ai mondiali in vasca corta di Abu Dhabi 2021.

## Palmarès
| Anno | Manifestazione          | Sede      | Evento           | Risultato | Prestazione | Note  |
| ---- | ----------------------- | --------- | ---------------- | --------- | ----------- | ----- |
| 2021 | Mondiali in vasca corta | Abu Dhabi | 200 m dorso      | 10º       | 1'52"48     |       |
| 2021 | Mondiali in vasca corta | Abu Dhabi | 4x50 m sl        | 4º        | 1'31"31     | [ 2 ] |
| 2021 | Mondiali in vasca corta | Abu Dhabi | 4x100 m sl       | Bronzo    | 3'05"42     |       |
| 2021 | Mondiali in vasca corta | Abu Dhabi | 4x200 m sl       | Oro       | 7'02"88     | [ 2 ] |
| 2021 | Mondiali in vasca corta | Abu Dhabi | 4x100 m misti    | Argento   | 3'25"97     | [ 2 ] |
| 2021 | Mondiali in vasca corta | Abu Dhabi | 4x50 m sl mista  | 4º        | 1'31"31     | [ 2 ] |
| 2023 | Europei U23             | Dublino   | 200 m dorso      | 1º        | 1'56"45     | [ 3 ] |
| 2023 | Europei U23             | Dublino   | 4x100 m sl mista | 1º        | 3'27"35     | [ 3 ] |